# Heliornithidae
Famille
La famille des héliornithidés (ou Heliornithidae) comprend les 3 espèces de grébifoulques, oiseaux aquatiques de taille moyenne (26 à 59 cm), aux pattes palmées vivement colorées. 

On les trouve dans les régions tropicales d'Amérique, d'Afrique et d'Asie du Sud-Est, où ils vivent en bordure des cours d'eau à courants faibles, des lacs et des marais, des estuaires avec de préférence pour une végétation épaisse.
Le bec assez long fait penser à celui du râle, le long cou et les pattes courtes insérées très en arrière du corps avec les lobes aplatis bordant les doigts ressemblent à ceux des grèbes. Le long cou mince, la position de nage et la longue queue graduée aux rectrices raides évoquent aussi la silhouette du cormoran ou de l'anhinga. Les pieds placés en arrière du corps favorisent la propulsion mais donnent sur terre une allure horizontale à l'oiseau. Les héliornithidés courent facilement et atterrissent quand ils sont poursuivis. Ils nagent en hochant la tête ; ces mouvements paraissent synchronisés avec ceux des pattes.

## Liste des genres et des espèces
D'après la classification de référence (version 5.1, 2015) du Congrès ornithologique international (ordre phylogénique) :
- Podica Lesson, 1831
  - Podica senegalensis (Vieillot, 1817) – Grébifoulque d'Afrique
- Heliopais Sharpe, 1893  
  - Heliopais personatus (G.R. Gray, 1849) – Grébifoulque d'Asie
- Heliornis Bonnaterre, 1791 
  - Heliornis fulica (Boddaert, 1783) – Grébifoulque d'Amérique